# Gdinj
Gdinj falu Horvátországban, Hvar szigetén. Közigazgatásilag Jelsához tartozik.

## Fekvése
Splittől légvonalban 58 km-re délkeletre, Makarskától 19 km-re délnyugatra, Jelsától légvonalban 20, közúton 28 km-re keletre, a Hvar sziget középső-keleti részén, a szigete átszelő 116-os út mentén fekszik. Településrészei: Bonkovići, Stara Crkva, Banovi Dvori, Vrvolići, Visoka, Talkovići, Dugi Dolac és Nova Crkva. A sziget északi oldalán fekvő Pokrivenik- és Zaraća-öböllel, valamint a déli oldalon található apartmanokkal utak kötik össze.

## Története
Gdinj vidéke már a történelem előtti időkben lakott volt. Ezt igazolja a Pokrivenik-öbölben található Badanj-barlang, mely az újkőkorszaki emberi jelenlét nyomait őrzi. Az ókorban az illírek lakták a szigetet, rájuk emlékeztetnek olyan monumentális halomsírok, mint amilyen a "Vela gomila". A mai Gdinj pásztortelepülésként keletkezett a 14. században, vagy még ennél is előbb. A középkorban a Kačić nemzetség birtoka volt, akik templomot is építettek a településen. A 15. században a sziget többi településével együtt a Velencei Köztársaság uralma alá került. A török veszély hatására több lakóházát is megerősítették. A velencei uralomnak 1797-ben vége szakadt és osztrák csapatok vonultak be Dalmáciába. 1806-ban a sziget az osztrákokat legyőző franciák uralma alá került, de Napóleon lipcsei veresége után újra az osztrákoké lett. 1857-ben 361, 1910-ben 809 lakosa volt. 1918-ban az új szerb-horvát-szlovén állam, majd később Jugoszlávia része lett. A II. világháború után a szocialista Jugoszláviához került. 1991-től a független Horvátország része. 2011-ben 133 lakosa volt.

## Népesség
| Lakosság változása | Lakosság változása | Lakosság változása | Lakosság változása | Lakosság változása | Lakosság változása | Lakosság változása | Lakosság változása | Lakosság változása | Lakosság változása | Lakosság változása | Lakosság változása | Lakosság változása | Lakosság változása | Lakosság változása | Lakosság változása |
| ------------------ | ------------------ | ------------------ | ------------------ | ------------------ | ------------------ | ------------------ | ------------------ | ------------------ | ------------------ | ------------------ | ------------------ | ------------------ | ------------------ | ------------------ | ------------------ |
| 1857               | 1869               | 1880               | 1890               | 1900               | 1910               | 1921               | 1931               | 1948               | 1953               | 1961               | 1971               | 1981               | 1991               | 2001               | 2011               |
| 361                | 424                | 478                | 560                | 674                | 809                | 793                | 719                | 663                | 645                | 584                | 446                | 292                | 200                | 119                | 133                |

## Nevezetességei
- Szent György tiszteletére szentelt régi temploma[4] majdnem 1 km-re fekszik a falu központjától. A 16. században építették reneszánsz-barokk stílusban. Egyhajós épület, kőkeretes kapuzattal és az oromzaton három harang számára kialakított harangdúccal. 1558-ban említik először. 1691-ben kápolnát építettek a déli oldalhoz, 1750-ben pedig ugyanilyen kialakítású északi kápolnát is kapott. A kápolnák kőből épültek, kisebb oldalablakokkal, boltíves boltozattal. A 18. században a főhajót nyugatra hosszabbították meg, és új homlokzatot alakítottak ki barokk portállal, amely felett kőrozetta látható. Az apszistól északra sekrestyével bővítették. 1804-ben a főhomlokzat oromzatában három részből álló, kőből készült harangdúcot építettek. A tetőt kőlapok borítják. Az új plébániatemplom építésével a régi templomot elhagyták és minden mozgatható műalkotás átkerült az új templomba és sekrestyéjébe.
- Az új Szent György plébániatemplom[5] 1900 és 1902 között épült a Petrov Glog nevű területen, az egymástól távol fekvő gdinjei településrések központjában. Egyhajós épület, négyszögletes apszissal, sokszög záródású sekrestyével, kapuzata felett timpanonnal, homlokzatán pedig egy nagyobb és egy kisebb körablakkal. A templomudvart kőfal veszi körül, a sarkon pedig egy kőkereszt, amelyet a régi templom melletti temető területéről hoztak ide. A templom a neo stílusú építészet szép példája, megőrizve az építéskori belső teret és berendezést, valamint a régi Szent György-templomból áthozott műalkotásoknak, többek között a barokk oltár ezüst és faszobrainak is otthont adva.
- A Szent Lúcia templomot a Kačić nemzetség építtette 1599-ben.
- A Radovanović-házban a neves horvát költő és festőművész Ivko Radovanović könyvtára és festményei tekinthetők meg.
- A Pokrivenik-öböl egyike a sziget legszebb öbleinek,melynek végében kavicsos strand található. Régi halászházak találhatók itt kis kikötővel, mely különleges bájt ad az itteni tájnak.
- A sziget déli oldalán található Smrska-öbölben található az Angelini család nyári rezidenciája, benne kápolnával. Története során többször átépítették.
- A Smrska-öböltől kissé nyugatra található a Kozija-öböl a Kozja-barlanggal és Matija Bartulović tornyával, mely 1700 körül épült a török támadások elleni védelem céljából.
- A településtől északkeletre található a 417 méteres Likova Glava, az utolsó a Zastražišće felől húzódó magaslatok sorában. Innen nagyszerű kilátás nyílik Bogomolje és a sziget keleti része irányában. Az itt található illír halomsírok közül a legjelentősebb a mintegy 30 méteres átmérőjű Vela gomila.